# Hansenocaris papillata
Hansenocaris papillata is een kreeftachtigensoort. De wetenschappelijke naam van de soort is voor het eerst geldig gepubliceerd in 2007 door Kolbasov, Grygier, Ivanenko & Vagelli.